# Casa de Tomàs Pla
La Casa de Tomàs Pla és una obra de Sant Cugat del Vallès (Vallès Occidental) protegida com a Bé Cultural d'Interès Local.

## Descripció
Casa d'un cos amb eixida i sortida posterior vers el carrer Dos de Maig, amb eixida a la part posterior i entrada per la plaça Barcelona.
La planta baixa, segons el projecte original, en la meitat de l'esquerra era una bodega i en la meitat de la dreta hi havia un vestíbul comú a la bodega i la casa, així com les escales per anar a dalt, el menjador i la cuina. Al final de la bodega hi havia la quadra pel bestiar i la comuna amb el corresponent pou mort. A la planta alta hi havia les habitacions amb la principal en forma de sala i alcova. També hi havia el magatzem de llegums i fruites, així com el terrat amb una comuna addicional. La composició de façana és gairebé simètrica malgrat la varietat funcional de les dependències que donen a façana. En el projecte de l'arquitecte Emili Sala i Cortés proposà una façana de gran rigor acadèmic, en què destaca un estucat imitant carreus, i les obertures amb remats d'imposta coríntia, sota els arcs rebaixats i llindes ornamentals de la planta baixa. L'arcada de la dreta, que correspon a l'entrada tant de l'habitatge com de la bodega, és més àmplia que l'obertura de l'esquerra que és una finestra amb reixat.
Destaca la correcció de les proporcions amb què es tractaven les referides obertures basades, tant a baix com a dalt, en l'ús de la regla àuria o del nombre d'or que permet disposar de dues obertures i arcades d'amplades diferents amb les proporcions correctes en ambdós casos. Les obertures de la planta superior tenen, com les de baix, impostes corínties, si bé, en aquest cas, tenen llindes amb fris i cornisa.
La casa està rematada per una balustrada de peces ceràmiques al damunt d'una cornisa.

## Història
El senyor Tomàs Pla i Grau, veí de Sant Cugat del Vallès, en data 17 d'abril de 1873, sol·licità llicència d'obres per fer aquesta casa, segons plànols de l'arquitecte Emili Sala i Cortès.
Aquesta casa es coneixia amb el renom de cal Sist.